# 가로목신경
가로목신경(transverse cervical nerve, superficial cervical nerve, cutaneous cervical nerve), 또는 횡경신경은 목신경얼기의 제2,3목신경(C2, C3)에서 시작하여 목빗근의 뒤쪽 경계 중간 높이쯤에서 돌아 바깥목정맥 아래에서 목빗근 앞쪽 경계까지 비스듬하게 앞쪽으로 지나간다. 그 후에는 목 깊은근막을 관통하여 넓은목근 아래에서 오름가지로 내림가지로 나눠진다. 이 가지들은 목의 앞가쪽 부분에 분포하며, 이 구역에 피부신경으로 분포한다.
해부하는 동안에는 목빗근이 가준선이 되는데, 구체적으로는 에르브점(Erb's point)에서 목빗근 위로 수평으로 주행한다.

## 추가 이미지

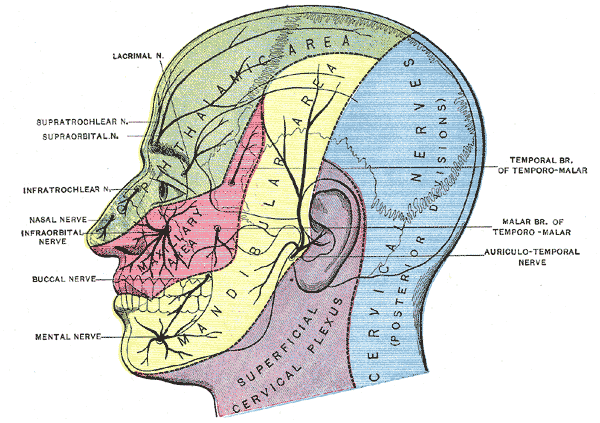
삼차신경 피부분절 분포.
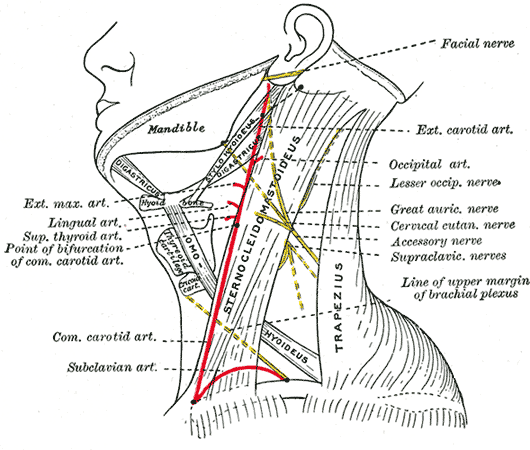
목의 가쪽 측면, 표면에서 구조물들을 표시함.

## 참고 문헌
이 문서는 현재 퍼블릭 도메인에 속하는 그레이 해부학 제20판(1918) page 927의 내용을 기초로 작성된 글이 포함되어 있습니다.